# Krušovce
Krušovce (in ungherese Nyitrakoros) è un comune della Slovacchia facente parte del distretto di Topoľčany, nella regione di Nitra.